# 良口镇
良口镇是中国广东省广州市从化市下辖的一个镇，位于从化市北部。辖区总面积530.8平方公里，下辖1个社区27个村。总人口3.71万人。105国道贯穿全镇，镇内有从化温泉、流溪河国家森林公园等旅游景区及香港賽馬會從化馬場。

## 行政区划
良口镇下辖以下地区：
良口社区、锦村、溪头村、下溪村、合群村、和丰村、团丰村、达溪村、赤树村、磻溪村、少沙村、石岭村、米埔村、塘料村、高沙村、良明村、塘尾村、良平村、良新村、胜塘村、联群村、联平村、梅树村、石明村、乐明村、仙溪村、北溪村和长流村。